# Tunas do Paraná
Tunas do Paraná est une municipalité brésilienne située dans l'État du Paraná.